# Jens Thelen
Jens Thelen (* 3. August 1965 in Wuppertal) ist ein deutscher Sprecher sowie Moderator, Autor und Texter.

## Leben
Jens Thelen machte eine Ausbildung als Kaufmann und studierte dann Wirtschaftsinformatik. 1994 wechselte er in den Bereich der Medienproduktion und arbeitete zunächst als Sprecher für Werbung und für sogenannte „On-Air-Promotion“ in Funk und Fernsehen. Inzwischen ist er als Sprecher für Film, Funk, Fernsehen und Multimedia tätig; unter anderem spricht er Texte für Fernsehbeiträge und -formate, Image- und Schulungsfilme, Multimediaproduktionen, Hörspiele, Hörbücher und -dokumentationen sowie für Computer- und Web Based Training. Dabei befasst er sich auch mit der Überarbeitung und Konzeption von Texten für den auditiven Einsatz. Zu seinen Auftraggebern gehören zahlreiche nationale und internationale Mittelstands- und Großunternehmen aus allen Branchen.
Bekannt wurde seine Stimme insbesondere durch die sogenannten „Trailer“ der ersten vier Staffeln der Fernsehserie Big Brother sowie als Nachrichtensprecher der Deutschen Welle. Seit 2003 ist Thelen unter anderem die männliche sogenannte „Opener- und Teaser-Stimme“ der ARD-Sportschau „Fußball-Bundesliga“ (Samstagsausgabe).
Darüber hinaus ist er im Rahmen von Moderationen auch vor der Kamera und auf der Bühne in verschiedenen Branchen tätig; zu den bisherigen Auftraggebern gehören unter anderem Banken, Fernsehsender, Fluggesellschaften und Großunternehmen.
Neben Hörbüchern wirkt er auch als Sprecher bei neu konzipierten Hördokumentationen mit, bei denen komplexere Themen allgemeinverständlich und unterhaltsam aufbereitet sowie hörspielähnlich inszeniert werden und die dem Edutainmentbereich („unterhaltsames Lernen“) zuzurechnen sind.

## Werke (Auswahl)

### Tonträger
- Jens Thelen (Bearb., Sprecher): Mozart. Sein Leben. Power-Station, Mönchengladbach 2006, ISBN 3-938906-18-9. (Biographie; 1 Audio-CD)
- Sigmund Freud (Autor), Jens Thelen (Sprecher): Sigmund Freud. Begründer der Psychoanalyse. Power-Station, Mönchengladbach 2006, ISBN 3-938906-30-8. (Hörbuch; 1 Audio-CD)
- Robert Louis Stevenson (Autor), Jens Thelen (Sprecher): Die Schatzinsel. Power-Station, Mönchengladbach 2006, ISBN 3-938906-48-0. (Hörbuch; 1 Audio-CD)
- Anette Dielentheis (Bearb.), Jens Thelen (Sprecher): Pinocchio. Das Märchen vom falschen Prinzen. Power-Station, Mönchengladbach 2006, ISBN 3-938906-25-1. (Hörbuch; 1 Audio-CD)
- Rainer Schnocks (Konzept, Produktion, Regie); Annette Dielentheis (Text); Christoph Baringo Wassenberg (Sound Design); Jens Thelen (Sprecher): Forensik. Die Tatortermittler. DA Music, Diepholz 2007, ISBN 3-937456-02-3. (Hördokumentation)
- Rainer Schnocks (Konzept, Produktion, Regie), Annette Dielentheis (Text), Christoph Baringo Wassenberg (Sound Design); Jens Thelen (Sprecher): Ägypten und die Pharaonen. Eine Betrachtung. DA Music, Diepholz 2007, ISBN 3-937456-01-5 (falsche ISBN). (Hördokumentation)
- Rainer Schnocks (Konzept, Produktion, Regie); Annette Dielentheis (Text); Christoph Baringo Wassenberg (Sound Design); Jens Thelen (Sprecher): Die Tempelritter. Eine Analyse. DA Music, Diepholz 2007, ISBN 3-937456-00-7. (Hördokumentation)
- Rainer Schnocks (Konzept, Produktion, Regie); Annette Dielentheis (Text); Christoph Baringo Wassenberg (Sound Design); Jens Thelen (Sprecher): Piraten. Die Freibeuter der Meere. DA Music, Diepholz 2007, ISBN 3-937456-03-1. (Hördokumentation)

### DVD-Filme
- Vietnam – Ein Land im Aufbruch. Regie: Oliver Schwartz, Darsteller/Sprecher: Jens Thelen; Turtle-Media, Hamburg 2003, ISBN 3-9808829-0-X (DVD). (Dokumentation, Reisereportage; 113 Minuten; DVD-Video)

## Hörspiel
- 2017: 24 Tage mit den Höppners, Rolle des Udo